# Lac Minnewanka
Le lac Minnewanka est un lac semi artificiel d'origine glaciaire présent dans la province de l'Alberta au Canada, plus précisément dans le parc national de Banff. Il est long de 28 km et profond de 150 m. Le lac est alimenté par la rivière Cascade, débouchant à l'ouest du lac et par de plus petits cours d'eau descendant des montagnes longeant la face sud.

## Dénomination
Le nom original donné par la nation Stoney dans leur langage le Nakota était Minn-waki ou le lac des esprits, marque de respect et de crainte envers les esprits qui étaient supposés le hanter. Les premiers européens l'appelèrent le lac du diable (The Devil Lake) avant de le renommer en lac Minnewanka, signifiant lac des Esprits de l'Eau.

## Histoire

### Période préhistorique
Plusieurs fouilles archéologiques ont été réalisées aux abords du lac et ont permis de dater une présence humaine remontant à 8000 ans avant Jésus-Christ.

### Période canadienne
(décembre 2011).
- 1888 : Création du village Minnewanka Landing[1]
- 1895 : Premier barrage construit par l'État assainissant les rivages marécageux[1]
- 1912 : Deuxième barrage construit par la Calgary Power Co. utiliser comme bassin de réserve pour la centrale des chutes Horseshoe présentes en aval[1]
- 1941 : Troisième barrage construit par la Calgary Power Co. Ce barrage engloutira une partie des environs dont le village Minnewanka Landing[1].

## Activité humaine
Outre la fourniture d'énergie, le lac est une réserve naturelle ouverte aux visiteurs de mai à septembre. Il est alors possible de pêcher sur la rive ou sur bateau, de pratiquer la plongée sous-marine, d'escalader les flancs des montagnes qui l'entoure ou encore simplement de flâner sur ses bords.

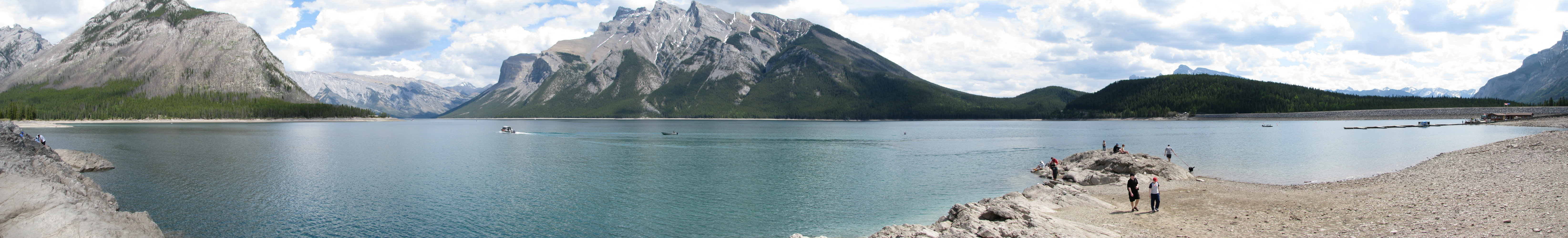
image panoramique du lac Minnewanka.